# Na vele zomers
Na vele zomers is een filosofische roman uit 1939 van de Britse schrijver Aldous Huxley. Het boek verscheen in 1939 met de Engelse titel After Many a Summer. In de Verenigde Staten verscheen de roman onder de titel After Many a Summer Dies the Swan. De Nederlandse vertaling door Frans Bijlsma verscheen in 1968 bij Uitgeverij Meulenhoff in de reeks Meulenhoff Pockets. De roman vertelt het verhaal van een schatrijke Amerikaan die bang is voor zijn naderende dood. 
Huxley schreef de roman kort nadat hij Engeland had verlaten en zich in Californië had gevestigd. De titel van de roman is ontleend aan een vers uit het gedicht Tithonus van Alfred Tennyson. Tithonos was in de Griekse mythologie de onsterfelijke echtgenoot van Eos, door wie hij het eeuwige leven kreeg maar niet de eeuwige jeugd. Het boek werd bekroond met de James Tait Black Memorial Prize voor fictie in 1939.

## Achtergrond
Het boek gaat over het verlangen om langer te leven en de vraag of dat nastrevenswaardig is. Het boek werd geschreven ten tijde van de moderne synthese die als theorie werd ontwikkeld door de bioloog Julian Huxley, de broer van Aldous Huxley. Over de evolutie van de mens werd destijds aangenomen, maar niet zonder tegenspraak, dat mensen jonge apen zijn die niet het volwassenstadium van hun voorouders bereiken, behalve een late geslachtsrijpheid. Dit zou verklaren waarom mensen, in tegenstelling tot andere primaten, onbehaard zijn, rechtop lopen en grotere hersenen hebben, die langer zijn blijven doorgroeien. Het fenomeen dat levende wezens het volwassenstadium niet bereiken maar zich wel kunnen voortplanten werd voor het eerst ontdekt bij de axolotl en wordt neotenie genoemd. 

## Verhaal
De zestigjarige schatrijke Amerikaan, Jo Stoyte, woont in Californië in een luxueus kasteel en verzamelt daar allerlei dure kunstvoorwerpen. Zijn vriendin is de tweeëntwintigjarige showgirl Virginia. Zijn streng religieuze opvoeding leidde bij hem tot een panische angst voor de dood. Daarom huurt hij de intelligente maar cynische lijfarts dokter Obispo in om voor zijn gezondheid te zorgen en ook om uitgebreid onderzoek te doen naar hoe het leven verlengd kan worden. Dokter Obispo wordt ondersteund door zijn assistent Pete. Daarnaast krijgt Jeremy Pordage, een Britse kamergeleerde, de opdracht om een aantal 18e-eeuwse manuscripten te catalogiseren die meneer Stoyte onlangs voor zijn bibliotheek had aangeschaft. Pordage doet een sensationele ontdekking in een oud notitieboekje van de Vijfde Graaf van Gonister en informeert meneer Stoyte hierover. De oude graaf had een manier ontdekt om het leven te verlengen. Hiervoor moesten rauwe karperdarmen worden gegeten. Het notitieboekje bevatte geen indicatie of en wanneer de graaf was overleden.
Meneer Stoyte, Virginia en dokter Obispo reizen vervolgens naar Engeland om het lot van de Vijfde Graaf te achterhalen en vinden hem in de kelder van zijn verwilderde landhuis. Hij is tweehonderdéén jaar oud en leeft nog, samen met zijn eveneens stokoude huishoudster. De pointe is dat ze het juveniele stadium achter zich hebben gelaten en zijn uitgegroeid tot volwassen mensapen. Ze zijn behaard, lopen op handen en voeten en zijn weerzinwekkend om naar te kijken. Terwijl de Vijfde Graaf op de vloer urineert breekt dokter Obispo, die de theorie van Julian Huxley blijkbaar kent, uit in een schaterlach en vertelt meneer Stoyte, dat hij morgen al kan beginnen met het eten van karperdarmen. 